# 胸斑雀鯛
胸斑雀鯛（學名：Pomacentrus alexanderae），是輻鰭魚綱鱸形目雀鯛科雀鯛屬的其中一種，分布於西太平洋菲律賓、印尼、汶萊、東帝汶、巴布亞紐幾內亞、索羅門群島、澳洲、萬那杜，北至台灣、琉球群島海域，深度5至60公尺，本魚體呈卵圓形且側扁，體色灰白色，胸鰭基部有一大黑斑，背鰭硬棘13枚、背鰭軟條14-15枚、臀鰭硬棘2枚、臀鰭軟條14-15枚，體長可達9公分，棲息在潟湖及沿海礁坡，以藻類、藤壺、浮游生物為食，繁殖期時成對出現，雄魚會守護卵直到孵化，生活習性不明。